# Guyomarch Ier de Léon
Pour les articles homonymes, voir Guyomarch de Léon.
Guyomarch Ier de Léon fut l'un des premiers vicomtes de Léon vers 1021 - 1055, fils putatif d'un certain Alain de Léon et/ou plus probablement un descendant du mythique comte Even.

## Biographie
Cité en 1021 et en 1034 ou 1040. Il aurait aussi possédé des domaines dans le Kemenet-Héboé dans l'Évêché de Cornouaille. Cette montée en puissance menaçait Alain Canhiart le comte de Cornouailles qui vainqueur en 1055 donne le hameau de Lezugar en Beuzec à l'autorité épiscopale à cette époque Guyomarch Ier était encore vivant.
On lui attribue un fils nommé  Éhuarn (?), mais selon Joëlle Quaghebeur cet Ehuarn (II) est en fait, un « vicomte de Cornouaille  » c'est-à-dire un vicomte du Faou qui avait une épouse du lignage de Léon. C'est sans doute son petit-fils putatif et homonyme Guyomarch II de Léon, qui lui succède en tant que vicomtes de Léon.